# 2012年ロンドンオリンピックの赤道ギニア選手団
2012年ロンドンオリンピックの赤道ギニア選手団（2012ねんロンドンオリンピックのせきどうギニアせんしゅだん）は、2012年7月27日から8月12日までイギリスのロンドンで開催されたロンドンオリンピック赤道ギニア選手団の名簿。

## 選手団
- 人員: 選手 2人
- 開会式旗手: Bibiana Martina

## 種目別選手・スタッフ名簿及び成績

### 陸上競技
- ベンジャミン・エンゼマ（男子800m）1分57秒47 予選敗退
- Bibiana Martina（女子100m障害）16秒18 予選敗退